# ریچارد پارک
ریچارد پارک (انگلیسی: Richard Parke; ۱۳ دسامبر ۱۸۹۳ – ۲۳ اوت ۱۹۵۰) ورزشکار بابسلد اهل ایالات متحده آمریکا بود.
از افتخارات وی می‌توان به کسب مدال طلا در بازی‌های المپیک زمستانی ۱۹۲۸ اشاره کرد.